# توني يونغ (ممثل)
توني يونغ (بالإنجليزية: Tony Young)‏ هو ممثل أمريكي، ولد في 28 يونيو 1937 بنيويورك في الولايات المتحدة، وتوفي في 26 فبراير 2002 في الولايات المتحدة بسبب سرطان الرئة.

## وصلات خارجية
- توني يونغ على موقع IMDb (الإنجليزية)
- توني يونغ على موقع أول موفي (الإنجليزية)
- توني يونغ على موقع إن إن دي بي (الإنجليزية)
- توني يونغ على موقع قاعدة بيانات الفيلم (الإنجليزية)